# Radon
Radon er et grundstof med atomnummer 86 og symbol Rn i det periodiske system. Radon, der dannes fra radiums henfald, er en farveløs naturligt forekommende ædelgas. Den er en af de tungeste stoffer, der under normale forhold er gasformig og øger risikoen for lungekræft. Radons farlighed ser ud til at være mangedobblet hos rygere. Alle radons isotoper er radioaktive. Den mest stabile isotop, 222Rn, har en halveringstid på 3,8 dage og anvendes til strålebehandling.
Radon er kræftfremkaldende både fordi det er radio-aktivt og de isotoper radon henfalder til, også er det og vi indånder begge dele.
Selvom radon, på grund af sin radioaktivitet, er undersøgt i mindre grad af kemikere, kendes nogle få kemiske stoffer hvori radon indgår.
Radon kan sive fra undergrunden og forurene luftkvaliteten indendørs verden over. I Danmark vurderes at omkring 4,6% af enfamiliehuse har et indendørs radonniveau over den nedre grænseværdi på 100 Bq/m3.

## Historie og etymologi
Radon var, efter radium og polonium, det tredje radioaktive grundstof der blev opdaget. Det blev opdaget i 1898 af Friedrich Ernst Dorn.
I 1900 beskrev han nogle eksperimenter, hvor han observerede, at radium udstrålede en radioaktiv gas, som han kaldte Radium Emanation (Ra Em).
Tidligere, i 1899, observerede Pierre og Marie Curie at den "gas", som blev emitteret fra radium, forblev radioaktiv i en måned.  Senere samme år bemærkede Robert B. Owens og Ernest Rutherford variationer, når de forsøgte at måle strålingen fra thoriumoxid. Rutherford bemærkede at thoriumforbindelserne konstant udsendte en radioaktiv gas, som vedblev at være radioaktiv i flere minutter, han kaldte denne gas "emanation" (udstråling), og senere Thorium Emanation (Th Em). I 1901 demonstrerede han at udstrålingen var radioaktiv, men gav Curie'erne æren for opdagelsen af grundstoffet. I 1903 blev lignende udstrålinger observeret fra actinium af André-Louis Debierne og blev kaldt Actinium Emanation (Ac Em).
Der blev foreslået flere navne for disse tre gasser: exradio, exthorio, og exactinio i 1904; radon, thoron, og akton i 1918; radeon, thoreon, og actineon i 1919, og radon, thoron og actinon i 1920. Pga. lighederne mellem spektre af disse tre gasser, og spektre af argon, krypton og xenon foreslog Sir William Ramsay i 1904, at "udstrålingerne" indeholdt et nyt grundstof af ædelgasfamilien.
I 1910 isolerede Sir William Ramsay og Robert Whytlaw-Gray radon, bestemte dets massefylde og fandt, at det var den tungeste kendte gas. De foreslog det nye navn niton (Nt) (fra latin nitens, som betyder skinnende) for at understrege den af gassers egenskaber, der er ansvarlig for nogle substansers fosforescens,  og i 1912 blev navnet accepteret af the International Commission for Atomic Weights. I 1923 valgte International Committee for Chemical Elements og International Union of Pure and Applied Chemistry (IUPAC) navnene radon (Rn), thoron (Tn), og actinon (An). Senere, da isotoper ikke længere blev navngivet, men i stedet nummereret, fik grundstoffet navn efter den mest stabile isotop, radon, og Tn blev til 220Rn og An til 219Rn. Så sent som i 1960'erne blev grundstoffet stadig omtalt som "udstrålingen". Den første syntetiske radonforbindelse, radonfluorid, blev fremstillet i 1962.
Radon bruges medicinsk ved kurbade blandt andet i Bad Gastein og Ukraine, da radon opløst i vand udvider blodårerne og modvirker betændelse og allergi.

## Kemi
Radon er en ædelgas eller inert gas. Den er inert overfor de fleste kemiske reaktioner, fordi den har otte elektroner i den yderste skal. Dette resulterer i en stabil lavenergikonfiguration, hvor de yderste elektroner sidder godt fast. Radon har dog en lavere elektronegativitet end grundstoffet i perioden før, Xenon, og er derfor mere reaktiv.
Pga. radioaktiviteten, og fordi det er meget dyrt, udføres der sjældent eksperimentel kemisk forskning med radon, og der er også kun rapporteret om ganske få radonforbindelser, som alle er fluorider eller oxider. Radon kan oxideres af nogle få kraftige oxidationsmidler som f.eks. F2 og danne radonfluorid. Radonoxider er blandt de få andre kendte radonforbindelser.

## Isotoper
Radon har ingen stabile isotoper. Der er blevet studeret 35 radioaktive isotoper, som varierer i masse fra 195 til 229 atomare enheder. Den mest stabile isotop er 222Rn, der er henfaldsproduktet fra 226Ra. Den har en halveringstid på 3,823 dage og henfalder ved udsendelse af en alfapartikel til 218Po. Denne henfaldskæde omfatter også den meget ustabile isotop 218Rn. Den naturligt forekommende 226Ra er et produkt af 238U's henfaldskæde.
Denne henfaldsserie (med halveringstider) er:
238U (4,5 x 109 år) → 234Th (24,1 dage) → 234Pa (1,18 min) → 234U (250.000 år) → 230Th (75.000 år) → 226Ra (1.600 år) → 222Rn (3,82 dage) → 218Po (3,1 min) → 214Pb (26,8 min) → 214Bi (19,7 min) → 214Po (164 µs) → 210Pb (22,3 år) → 210Bi (5,01 dage) → 210Po (138 dage) → 206Pb (stabil)
Der findes tre andre isotoper, som har halveringstid længere end en time: 211Rn, 210Rn og 224Rn. 220Rn-isotopen er et naturligt henfaldsprodukt af den mest stabile thoriumisotop (232Th), som kaldes thoron. Den har en halveringstid på 55,6 sekunder og udsender alfa-stråling. 219Rn er et tilsvarende produkt fra henfald af den mest stabile actiniumisotop (227Ac), som kaldes actinon. Den udsender også alfa-stråling og har en halveringstid på 3,98 sekunder.

## Ekstern link
- Radon, den snigende dræber